# Proselyt
En proselyt er "en der kommer til" og kan nu generelt anvendes om folk der tilslutter sig en anden opfattelse end de tidligere havde. Specielt for antikken sigter det til de ikke-jøder der tilsluttede sig det jødiske samfund; de måtte lade sig omskære, hvilket var pagtstegnet, det tegn på hvilket tilhørsforholdet til det udvalgte folk var kendelig, betingelsen for at Gud ville vedkende sig et mennesket. (Noack, s 73) (Matt 23,15, Apg 2,11, Ap.G. 6,5, Apg 13,43)
På Kristi tid fandt den unge kristendom mange tilhængere blandt proselytterne.
"Gudfrygtige"
En anden betegnelse for ikke-jøder der ville i kontakt med jødedommen var "de gudfrygtige", eller med et ældre udtryk "portens proselytter", der kunne "stå i porten": de kunne komme til Jerusalem og templets ydre område. Disse gudfrygtige havde imidlertid ikke ladet sig omskære, men overholdt ellers størstedelen af Moselovens forskrifter, sabbatbuddet, renhedsforskrifter, deltog i den jødiske trosbekendelse og de jødiske bønner og i menighedens liv i det hele taget.  (Noack, s 73) (Ap.G. 10,2, Ap.G. 13,7, Joh. 12,20) 